# Air (musik)
Air, eller ayre, är en typ av en- eller flerstämmigt melodistycke, ofta framfört instrumentalt.
Vokala ayre-kompositioner till luta och blockflöjt blev populära vid Elisabet I:s hov i slutet av 1500-talet och hade en blomstringstid fram till 1620-talet. Kompositören och lutspelaren John Dowland utgav 1597 First Booke of Songs or Ayres. Bland hans mest kända lut-ayres återfinns "Come again", "Flow my tears", "I saw my Lady weepe" och "In darkness let me dwell". Genren utvecklades av bland andra Thomas Campion.
Ayres kom senare att framföras vid särskilda hovfestligheter där de inbjudna vanligtvis bar påkostade dräkter som påminde om maskeraddräkter. Denna typ av ayre benämndes courtly masquing ayre. Kompositören och sinkaspelaren John Adson publicerade 1621 Courtly Masquing Ayres.
En klassisk air utgörs av andra satsen ur Johann Sebastian Bachs tredje orkestersvit.